# 邦德森冰川
82°44′S 165°0′E / 82.733°S 165.000°E
邦德森冰川（英語：Bondeson Glacier）是南極洲的冰川，位於沙克爾頓海岸，全長13公里，流經本森嶺東部，最終注入羅布冰川下游，美國地質調查局根據測量和該國海軍的空中照片繪入地圖，現時由南極條約體系管理。

## 外部連結
. . United States Geological Survey.   [2011-07-29].